# Clima de Castilla-La Mancha
Castilla-La Mancha presenta un clima mediterráneo, atenuado en gran parte de la comunidad por la altitud, y con una oscilación térmica anual moderada (20 °C en el caso de Toledo). Es notable la sequía estival que se extiende por los meses de junio a septiembre en la mayor parte del territorio.

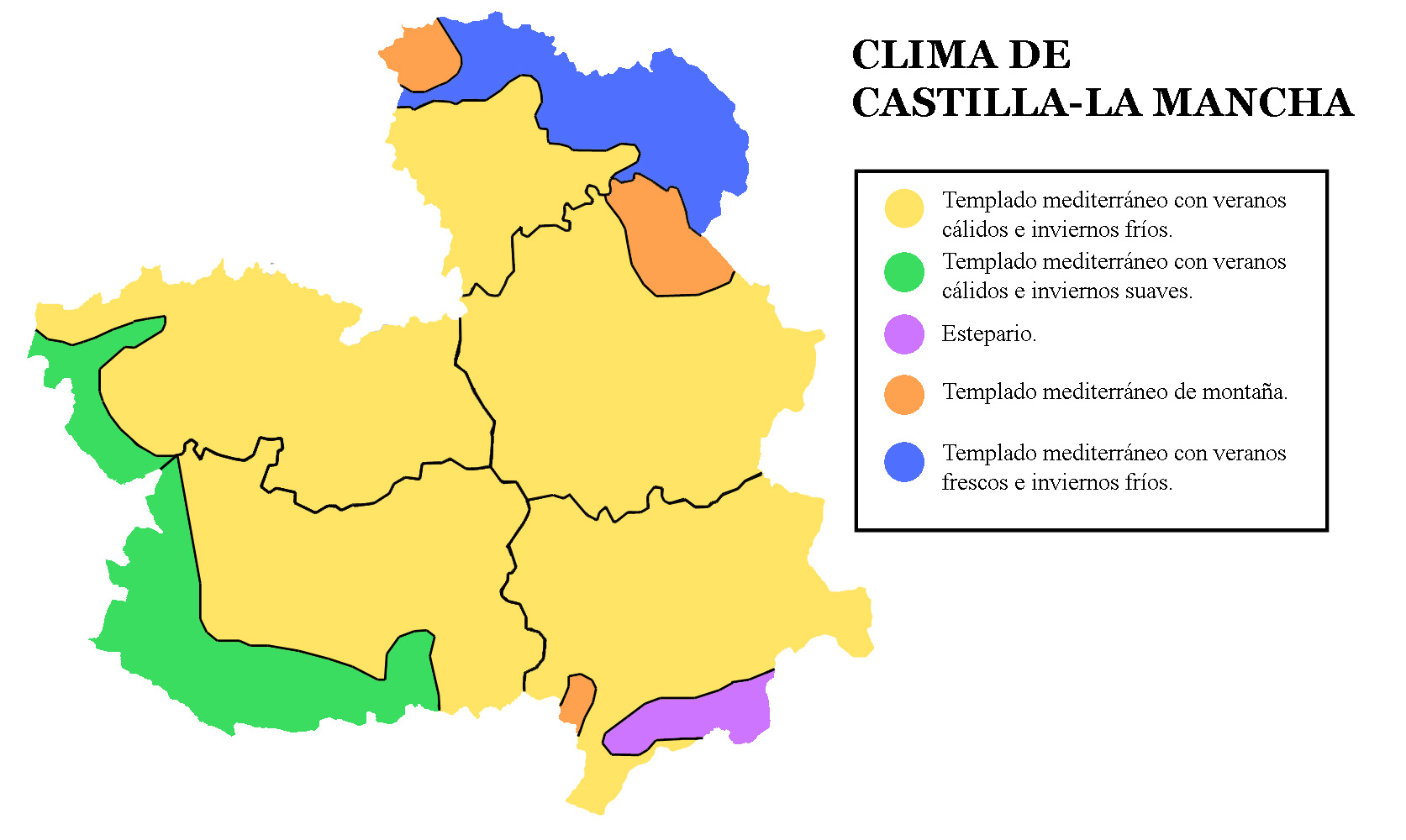
Climas de Castilla-La Mancha.

Castilla-La Mancha está situada en el dominio climático mediterráneo. Los factores más significativos en este aspecto son: inviernos rigurosos, veranos cálidos, sequía estival, irregularidad en las precipitaciones, fuertes oscilaciones térmicas y notable aridez. Estos rasgos son resultado de las interrelaciones entre unos factores geográficos y otros dinámicos como son la latitud, la situación de la región dentro de la Península, la disposición del relieve y la altitud.
Las temperaturas en Castilla-La Mancha son muy extremas debido al efecto de la continentalidad, la amplitud térmica anual (diferencia entre la temperatura media del mes más frío y la del mes más caluroso) es muy elevada, normalmente entre 18º y 20º. En julio la temperatura media mensual se sitúa por encima de los 22º en la mayor parte de la región, e incluso se puede distinguir una gran franja calurosa, de más de 26º, que atraviesa toda la región por el centro. Los veranos más suaves, por debajo de los 22º de media mensual, se dan en el norte y nordeste de Guadalajara y en las zonas montañosas de Cuenca, donde las medias no suben de los 18º.
Los inviernos, sin embargo, son fríos pues en la mayor parte de la región la temperatura media del mes de enero se sitúa por debajo de los 6º, e incluso por debajo de 4º en ciertas zonas de la Mancha (Belmonte 3,4º), y las heladas son frecuentes en invierno e incluso a principios de primavera y finales de otoño. Los inviernos suaves (más de 6º de media en enero) se dan en las áreas occidentales de Toledo y Ciudad Real (Calera y Chozas 7,8º, Almadén 6,6º), y los inviernos menos fríos se dan en el sur de Albacete (Liétor 8,40º.
La aridez procede de relacionar las precipitaciones con las temperaturas. Como en esta región las precipitaciones son escasas, las temperaturas de verano altas, y coincide la estación seca con las máximas temperaturas; los índices de aridez son muy altos, sobre todo en La Mancha y el Sudeste. 
Castilla-La Mancha se puede incluir dentro de la denominada tradicionalmente "España Seca". Las precipitaciones no son muy abundantes siguiendo un patrón muy parecido al del clima mediterráneo típico.
Se pueden establecer las siguientes zonas pluviométricas dependiendo de las precipitaciones:
- Zona Seca situada en el Sureste de la provincia de Albacete con menos de 300 mm anuales. La distribución de precipitaciones a lo largo del año presenta un régimen típicamente mediterráneo caracterizado por la existencia de una estación seca muy marcada durante el verano, unos máximos de lluvias en los meses de primavera y otoño, y un mínimo poco acusado en invierno.

- Zona Manchega o "banda seca" que atraviesa la región por el centro con una dirección Noroeste-Sudeste, y se caracteriza por la escasez de precipitaciones, entre 300 y 400 mm.

- Zona Occidental, situada en el Oeste de las provincias de Ciudad Real y Toledo y con precipitaciones entre 600 y 700 mm.

- Zona lluviosa situada en el Norte de la provincia de Guadalajara y Este de la de Cuenca y otras áreas montañosas de la región, donde las precipitaciones superan los 700 mm y en algunos casos llegan a superar los 1000 mm.

- Datos: Q5392161